# Djokoydi
Djokoydi  (ou Djogoïdi) est une localité du Cameroun située dans la commune de Yagoua, le département du Mayo-Danay et la Région de l'Extrême-Nord, à la frontière avec le Tchad.

## Population
En 1967 la localité comptait 985 habitants, principalement des Massa.
Lors du recensement de 2005, ce chiffre s'élevait à 2 901.